# Fox Creek
Fox Creek is een plaats (town) in de Canadese provincie Alberta en telt 2278 inwoners (2006).